# Allium abramsii
Espèce
Classification APG III (2009)
Allium abramsii est une espèce d'oignon sauvage connue sous le nom commun Oignon d'Abrams.

## synonyme
- Allium fimbriatum var. abramsii Ownbey & Aase ex Traub

## Description
Allium abramsii pousse à partir d'un ou plusieurs bulbes chacun d'un peu plus d'un centimètre de large attaché à un épais rhizome. Il atteint une hauteur maximale d'environ 15 centimètres avec généralement une feuille cylindrique incurvée pouvant mesurer jusqu'à un pied de long. L'inflorescence contient jusqu'à 40 fleurs roses ou violacées avec des tépales lancéolés et des anthères jaunes
,,,.

## Taxonomie
La dénomination abramsii commémore LeRoy Abrams.

## Répartition et habitat
Allium abramsii est endémique du centre de la Sierra Nevada en Californie, où il pousse dans la forêt de conifères, dans des sols sableux graniteux. On le trouve dans le comté de Fresno, le Madera et le comtés de Tulare à des altitudes de 1 400 à 2 000 m.